# Herz (Familienname)
Herz ist ein deutscher Familienname.

## Varianten
- Hertz (Familienname)

## Namensträger

### A
- Abraham Herz (1798–1876), Angehöriger der jüdischen Gemeinde in Hochberg
- Adam Herz (* 1972), US-amerikanischer Drehbuchautor und Filmproduzent
- Adolf Herz (1862–1947), österreichischer Maschinenbauingenieur
- Albert Herz (Mediziner, 1876) (1876–1950), österreichischer Internist
- Albert Herz (Mediziner, 1921) (1921–2018), deutscher Mediziner und Pharmakologe
- Alfred Herz (1850–1936), deutscher Konteradmiral
- Alice Herz (1882–1965), deutsche Pazifistin und Journalistin
- Alice Herz-Sommer (1903–2014), israelische Pianistin und Musikpädagogin
- Arne Herz (* 1978), deutscher Politiker (CDU)
- Auguste Herz (1824–1880), deutsche Ärztin und Pädagogin

### B
- Bernhard Herz (* 1956), deutscher Wirtschaftswissenschaftler und Hochschullehrer
- Bertrand Herz (1930–2021), französischer Holocaust-Überlebender, Ingenieur und Hochschullehrer
- Birgit Herz (* 1956), Hochschullehrerin
- Britta Herz (* 1967), deutsche Schriftstellerin

### C
- Carl Herz (Politiker, 1831) (1831–1897), deutscher Jurist und Politiker (DFP), MdR
- Carl Herz (Politiker, 1877) (1877–1951), deutscher Politiker und Jurist, Bezirksbürgermeister von Berlin-Kreuzberg
- Carl Herz (Mathematiker) (1930–1995), kanadisch-US-amerikanischer Mathematiker
- Cornelius Herz (1845–1898), französischer Geschäftsmann

### D
- Daniel Herz (1618–1678), deutsch-österreichischer Orgelbauer
- Dietmar Herz (Kulturwissenschaftler) (* 1938), deutscher Offizier und Kulturwissenschaftler
- Dietmar Herz (1958–2018), deutscher Politikwissenschaftler
- Djane Lavoie-Herz (1889–1982), kanadische Pianistin und Musikpädagogin

### E
- Egon Herz (1885–1963), deutscher Kapellmeister und Dirigent
- Elise Herz (1788–1868), österreichische Mäzenin
- Emil Herz (Verleger) (Emil Emanuel Herz; 1877–1971), deutscher Verleger
- Emil Herz (Jurist) (1878–1941), deutscher Rechtsanwalt
- Emil W. Herz (1877–1943), deutscher Maler
- Ernst Herz (Schauspieler) (1878–1943), deutscher Sänger, Schauspieler und Regisseur
- Ernst Herz (Eiskunstläufer), österreichischer Eiskunstläufer
- Ernst Herz (Kaufmann) (1892–1944), deutscher Kaufmann
- Ernst Herz (Mediziner) (1900–1965), deutsch-US-amerikanischer Neurologe
- Eugen Herz (1875–1944), österreichischer Industrieller

### F
- Franz Herz (Geistlicher) (1724–1800), deutscher Jesuit und Theologe, Apostolischer Vikar in den Sächsischen Erblanden
- Franz Herz (Schauspieler) (1817–1889), deutscher Schauspieler
- Franz Joseph von Herz zu Herzfeld (1681–1739), deutscher Rechtswissenschaftler und Hochschullehrer
- Friedrich Herz (* 1929), deutscher Pilot und Söldner
- Fritz Herz (1867–1945), deutscher Schauspieler und Theaterregisseur

### G
- Gabi Herz (* 1964), deutsche Schauspielerin
- Gabriele Herz (1886–1957), Lehrerin und Autobiographin
- Gerhard Herz (1911–2000), deutschamerikanischer Musikwissenschaftler
- Guido Herz (* 1950), deutscher Diplomat
- Günter Herz (* 1940), deutscher Unternehmer

### H
- Hanns-Peter Herz (1927–2012), deutscher Journalist und Politiker
- Hans Herz (Mediziner) (1869–1933), deutscher Internist
- Hans Herz (Journalist) (1892–1962), deutscher Journalist
- Hans Herz (1908–2005), deutsch-amerikanischer Politikwissenschaftler, siehe John H. Herz
- Hans Herz (Heimatforscher) (1934–2021), deutscher Heimatforscher und Archivar
- Heinrich Herz (Mediziner) (1795–1867), deutscher Mediziner und Genealoge
- Heinz Herz (1907–1983), deutscher Jurist und Historiker
- Henri Herz (geb. Heinrich Herz; 1803–1888), österreichischer Komponist, Pianist und Klavierbauer
- Henrik Herz (1856–1919), ungarischer Architekt und Kunstsammler, von 1880 bis 1914 in Kairo tätig
- Henriette Herz (1764–1847), deutsche Salondame
- Hermann Herz (Bankier) (1870–1916), deutscher Bankier und Politiker, MdL Nassau
- Hermann Herz (Pfarrer) (1874–1946), deutscher Pfarrer und Schriftsteller
- Hermann Herz (Komponist) (1908–nach 1950), deutscher Komponist und Dirigent
- Hermann Herz (SS-Mitglied) (1908–1978), deutscher SS-Sturmbannführer
- Horst Herz (* 1954), deutscher Filmemacher, Filmproduzent und Fotograf

### I
- Ida Herz (1894–1984), deutsch-britische Bibliothekarin
- Ingeburg Herz (1920–2015), deutsche Unternehmerin und Mäzenin

### J
- Jakob Herz (1816–1871), deutscher Chirurg und Hochschullehrer
- Jenny Herz (vor 1906–nach 1907), österreichische Eiskunstläuferin
- Joachim Herz (Intendant) (1924–2010), deutscher Opernintendant und -regisseur
- Joachim Herz (Unternehmer) (1941–2008), deutscher Unternehmer
- Joachim Herz (Neurobiologe) (* 1958), deutscher Neurobiologe
- Johann Herz (Maler) (1599–1635), deutscher Maler
- Johann Baptist Herz (Maler) (1684–1744), deutscher Maler
- Johann Baptist Herz (Mediziner) (1802–1865), Armenarzt in Würzburg
- Johann Daniel Herz der Ältere (1693–1754), deutscher Zeichner, Kupferstecher und Verleger
- Johann Daniel Herz der Jüngere (1720–1793), deutscher Kupferstecher und Pädagoge
- Johann Jacob Herz (auch Johann Jakob Herz; 1810–1873), österreichischer Jurist, Diplomat und Bahnbeamter, Mitglied der Frankfurter Nationalversammlung
- Johann Michael Herz (1725–1790), deutscher Maler
- Johannes Herz (1877–1960), deutscher Theologe
- John H. Herz (1908–2005), deutschamerikanischer Politikwissenschaftler
- Jörg Herz (1492–1554), deutscher Goldschmied und Münzmeister
- Josef Herz (Heimatforscher) (1874–1954), deutscher Heimatforscher und Museumsleiter
- Josef Herz (Agrarwissenschaftler) (* 1939), deutscher Agrarwissenschaftler
- Juda Goldschmied de Herz († 1625), Architekt
- Julia Herz (* 1997), deutsche Politikerin (Bündnis 90/Die Grünen), MdL
- Juliane von Herz (* 1968), deutsche Kunsthistorikerin
- Julius Herz (1825–1910), deutsch-österreichischer Eisenbahningenieur
- Julius Herz (Musiker) (1841–1898), deutsch-australischer Komponist, Organist und Musiklehrer
- Juraj Herz (1934–2018), tschechisch-slowakischer Filmregisseur und Drehbuchautor

### K
- Karl Herz (Verleger) (1887–1966), deutscher Zeitungsverleger
- Karl Herz (Ingenieur) (1898–1970), deutscher Ingenieur und Staatssekretär
- Karl Herz (Geograph) (1924–1993), deutscher Geograph
- Karl Herz (Ernährungswissenschaftler) (Karl O. Herz; 1928–2013), US-amerikanischer Ernährungswissenschaftler und Lyriker
- Katharina Herz (* 1979), deutsche Sängerin

### L
- Laura Herz (* vor 1977), deutsche Physikerin und Hochschullehrerin
- Leopold Herz (* 1953), deutscher Politiker (Freie Wähler)
- Ludwig Herz (1863–1942), deutscher Schriftsteller und Jurist

### M
- Manfred Herz (1924–1982), deutscher Maler
- Manuel Herz (* 1969), deutscher Architekt
- Marcus Herz (1747–1803), deutscher Arzt und Philosoph
- Maria Herz (1878–1950), deutsche Komponistin und Pianistin
- Martin Gassner-Herz (* 1985), deutscher Politiker (FDP), MdB
- Maryli Maura Herz-Marconi, bürgerlicher Name von La Lupa (* 1947), Schweizer Sängerin
- Max Herz (Architekt) (1856–1919), siebenbürgischer Architekt
- Max Herz (Mediziner) (1865–1956), österreichischer Internist
- Max Herz (Unternehmer) (1905–1965), deutscher Unternehmer
- Meike Herz (* 1963), deutsche politische Beamtin
- Michael Herz (Unternehmer) (* 1943), deutscher Unternehmer
- Michael Herz (Produzent) (* 1949), US-amerikanischer Filmproduzent und -regisseur
- Michel Herz (1912–2007), deutsch-französischer Maler und Bildhauer
- Miguel Herz-Kestranek (* 1948), österreichischer Schauspieler
- Monika Herz (* 1951), deutsche Schlagersängerin
- Moses Herz (1878–1953), deutscher Kaufmann

### N
- Nancy Herz (* 1996), libanesisch-norwegische Autorin, Aktivistin und Politikerin
- Nora Herz (1906–1999), deutschamerikanische Keramikerin
- Norbert Herz (1858–1927), mährisch-österreichischer Astronom, Geodät und Arzt
- Norman Herz (1923–2013), US-amerikanischer Geologe

### O
- Ottmar Herz (1812–1893), deutscher Unternehmensgründer
- Otto Herz (Zoologe) (1853–1905), deutscher Zoologe, Forschungsreisender und Museumskustos
- Otto Herz (Pädagoge) (1944–2024), deutscher Reformpädagoge, Psychologe und Autor

### P
- Paul Herz (Unternehmer) (1853–1925), deutscher Unternehmer und Wirtschaftsfunktionär
- Paul Herz (Rechtswissenschaftler) (1854–1930), deutscher Rechtswissenschaftler und Hochschullehrer
- Peter Herz (Librettist) (1895–1987), österreichischer Schriftsteller, Librettist und Kabarettist
- Peter Herz (Althistoriker) (* 1948), deutscher Althistoriker
- Petra Feuerstein-Herz (* 1956), deutsche Bibliothekarin und Wissenschaftshistorikerin

### R
- Raimund Herz (1941–2025), deutscher Bauingenieur und Hochschullehrer
- Richard Herz (1867–1936), deutscher Chemiker
- Rolf Herz (* 1957/1958), deutscher Ingenieur und Hochschullehrer
- Rosemarie Nave-Herz (* 1935), deutsche Soziologin und Hochschullehrerin
- Rudolf Herz (* 1954), deutscher Konzeptkünstler, Bildhauer, Fotograf und Medienforscher
- Rudy Herz (1925–2011), deutschamerikanischer Überlebender des Holocaust
- Ruth Herz (1943–2023), deutsche Richterin und Fernsehdarstellerin

### S
- Salomon Herz (1791–1865), deutscher Kaufmann
- Serge Herz (* 1983), deutscher Radrennfahrer

### T
- Tereza Herz (auch Therese Herz; * 1960), tschechische Schauspielerin, Tänzerin und Autorin, siehe Tereza Pokorná (Schauspielerin)
- Theodor Herz (1891–nach 1970), österreichischer Arzt
- Thomas Aage Herz (1938–1995), schwedischer Soziologe
- Tobias Herz (1575–1620), deutscher Maler

### U
- Ulrich Herz (1913–1996), deutsch-schwedischer Journalist, Wirtschaftswissenschaftler und Pazifist

### W
- Walter Herz (1875–1930), deutscher Chemiker und Hochschullehrer
- Werner Herz (1921–2012), deutschamerikanischer Chemiker
- Wilfried Herz (* 1943), deutscher Journalist
- Wilhelm Herz (Unternehmer) (1823–1914), deutscher Unternehmer
- Wilhelm Herz (Rennfahrer) (1912–1998), deutscher Motorradrennfahrer
- Winfried Herz (1929–2022), deutscher Fußballspieler
- Wolfgang Herz (* 1950), deutscher Unternehmer